# Старый город II
«Старый город II» (нем. Alte Stadt II, фр. Vieille Ville II) —  картина русского художника Василия Кандинского, написанная в 1902 году и хранящаяся в Национальном центре искусства и культуры Жоржа Помпиду Государственного музея современного искусства в Париже, Франция.

## История
В 1896 году Кандинский, будучи профессором права Дерптского университета (ныне Тартуского университета в Эстонии), оставил свои научные изыскания и отправился учиться в Германию искусству живописи. Он обосновался в Мюнхене, где особенной популярностью пользовалась художественная школа Антона Ажбе. Игорь Грабарь, учившийся в это же время с Кандинским, вспоминал:
Является какой-то господин с ящиком красок, занимает место и принимается работать. Вид совершенно русский, даже с оттенком Московского университета и даже с каким-то намеком на магистранство. <...> Оказался Кандинским. <...> Он какой-то чудак, очень мало напоминает художника, совершенно ничего не умеет, но, в прочем, по-видимому, симпатичный малый.
Его живопись тогда подверглась влиянию неоимпрессионизма, заметного в виде небольшого средневекового городка Ротенбург-об-дер-Таубер в Баварии, в котором художник иногда бывал для написания пейзажей. Основную часть полотна сопоставляют небольшие штрихи чистого цвета, которые, наблюдаемые на расстоянии, смешиваются и придают этому пейзажу яркий и яркий внешний вид. Затем Кандинский вспоминал:
От этой поездки осталась только одна картина. Это Старый город; но я нарисовал ее по памяти после возвращения в Мюнхен. Солнечно, и к тому же я нарисовал крыши в ярко-красный цвет.
Полотно с момента создания, как дорогое автору, хранилось в семье мастера и вместе с его автором «эмигрировало» из Дессау во Францию после закрытия в рамках проводимой НСДАП политики «дегенеративного искусства» школы Баухаус, где годами работал Кандинский. После смерти автора его супруга Нина Кандинская хранила множество работ художника и затем завещала их парижскому центру Помпиду. В 1980 году Нина Кандинская была задушена в своём шале «Эсмеральда» в Гштаде; убийца не установлен. Картины Кандинского, находившиеся в её доме, не были похищены, пропали только драгоценности. Полотна согласно завещанию, были переданы Государственному музею современного искусства.

## Описание
Работа выполнена в стиле модерн, для которого характерны обобщённые формы. Как и многие ранние произведения, эта картина наполнена палитрой ярких красок, характерных для романтизма. На полотне преобладают энергичные мазки, а жёлтый и красный цвета создают ощущение движения и заполняют всё пространство. Солнце на картине символизирует любовь, красоту, счастье и гармонию что типично для символизма. На картине изображён неподвижный женский силуэт. Женщина одета в платье, характерное для средневековья. За её спиной — город. Она словно застыла в ожидании. Сюжет напоминает другое произведение мастера под названием «Закат», где всадник направляется в старый город. Но в отличие от «Заката», оно выглядит более органично. Между этими картинами есть связь и скрытый символический смысл.